# Nelson Piquet
Pour l’article homonyme, voir Nelson Angelo Piquet, fils de celui-ci.
Temple international de la renommée du sport automobile 2000
Nelson Piquet, né le 17 août 1952 à Rio de Janeiro au Brésil, est un pilote automobile brésilien. Il a notamment remporté le titre de champion du monde de Formule 1 à trois reprises en 1981, 1983 et 1987.

## Biographie

### Les débuts
Fils de Estácio Gonçalves Souto Maior (un médecin qui sera plusieurs années député et même ministre de la santé en 1961-1962 sous la présidence de João Goulart), Nelson Souto Maior grandit à Brasilia, la moderne capitale administrative du Brésil. Exprimant le vœu de faire carrière dans le tennis, Nelson est envoyé par son père dans une académie aux États-Unis. C'est là qu'il découvre le sport automobile. Cette nouvelle passion n'est cependant pas du goût de son père. Le jeune Nelson décide de s'inscrire à ses premières épreuves de karting sous le nom de jeune fille de sa mère, d'origine française, Clotilde Piquet. Pour mieux conserver son anonymat, il va, un temps, orthographier son nom Piket.
Après avoir remporté deux couronnes nationales en karting et fait de brillants débuts en monoplace (champion du Brésil de Formule Vee en 1976), il décide de s'exiler en Angleterre, passage obligé pour accéder à la Formule 1. En 1978, il remporte aisément le titre de champion britannique de Formule 3, une domination qui lui ouvre les portes de la catégorie reine.

### La Formule 1

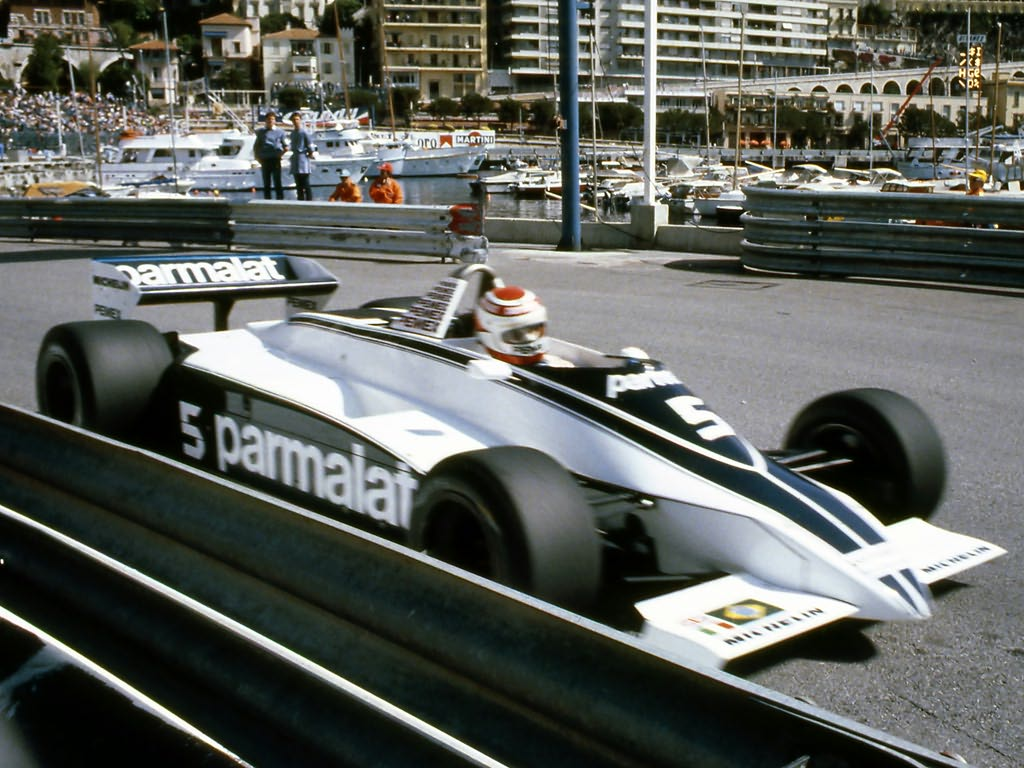
Nelson Piquet à Monaco en 1981.

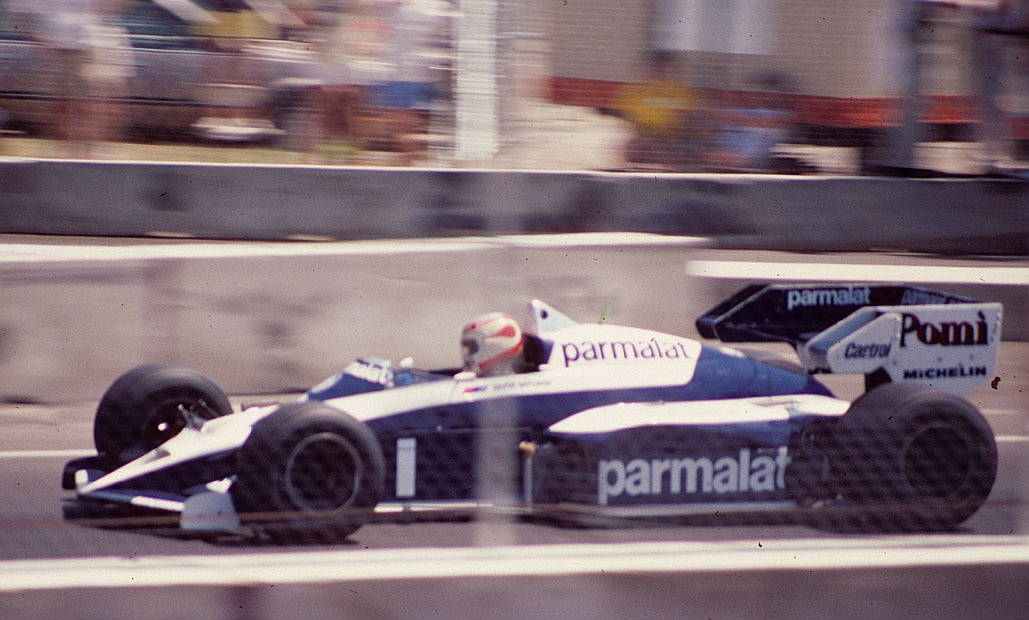
Nelson Piquet sur Brabham BT53 en 1984 à Dallas.

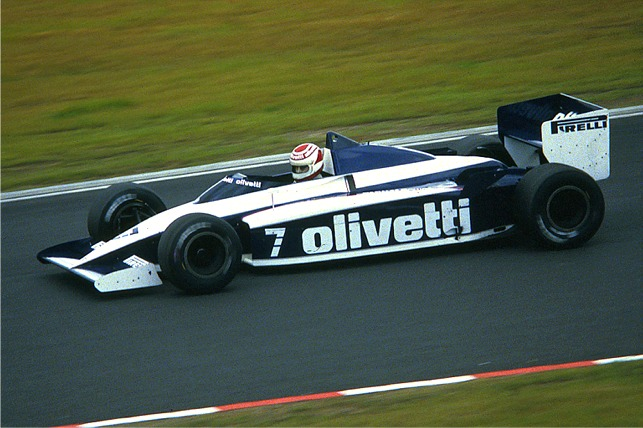
Sur la Brabham-BMW au GP d'Allemagne 1985.

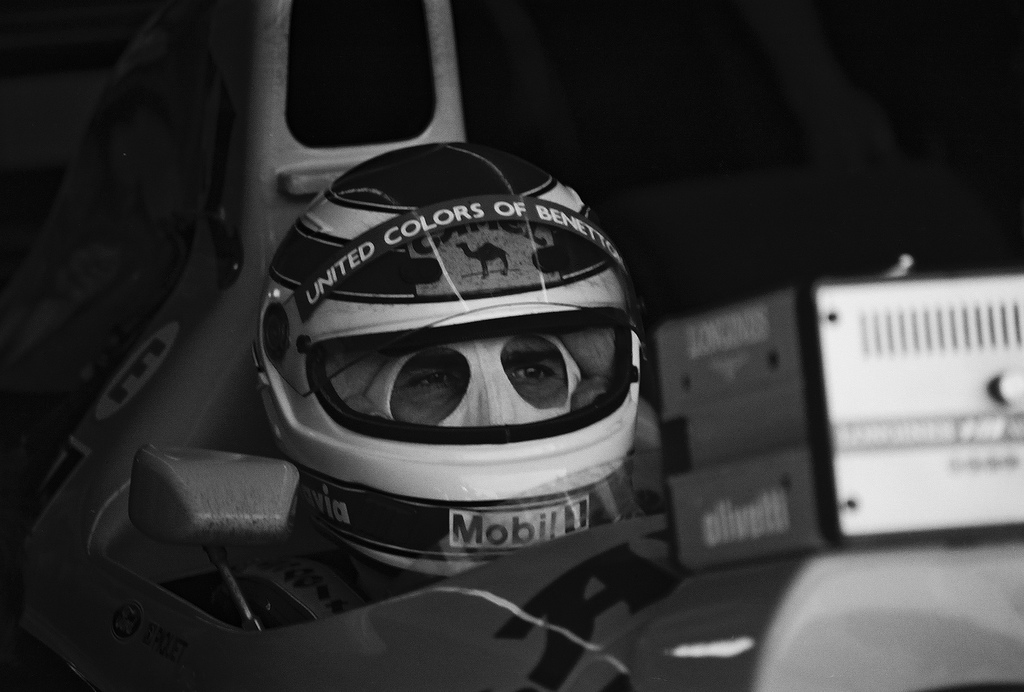
Nelson Piquet lors du GP des États-Unis 1991.

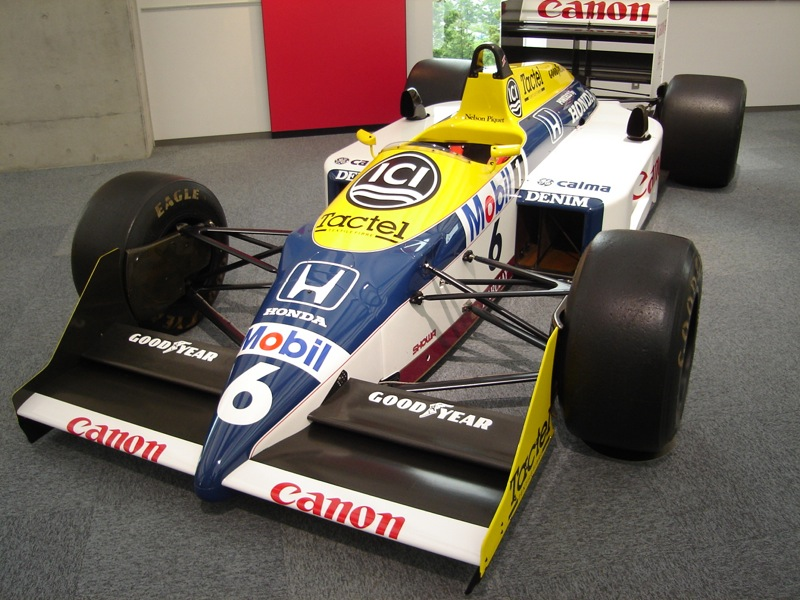
La Williams-Honda FW11B avec laquelle Nelson Piquet a remporté son troisième et dernier titre mondial.

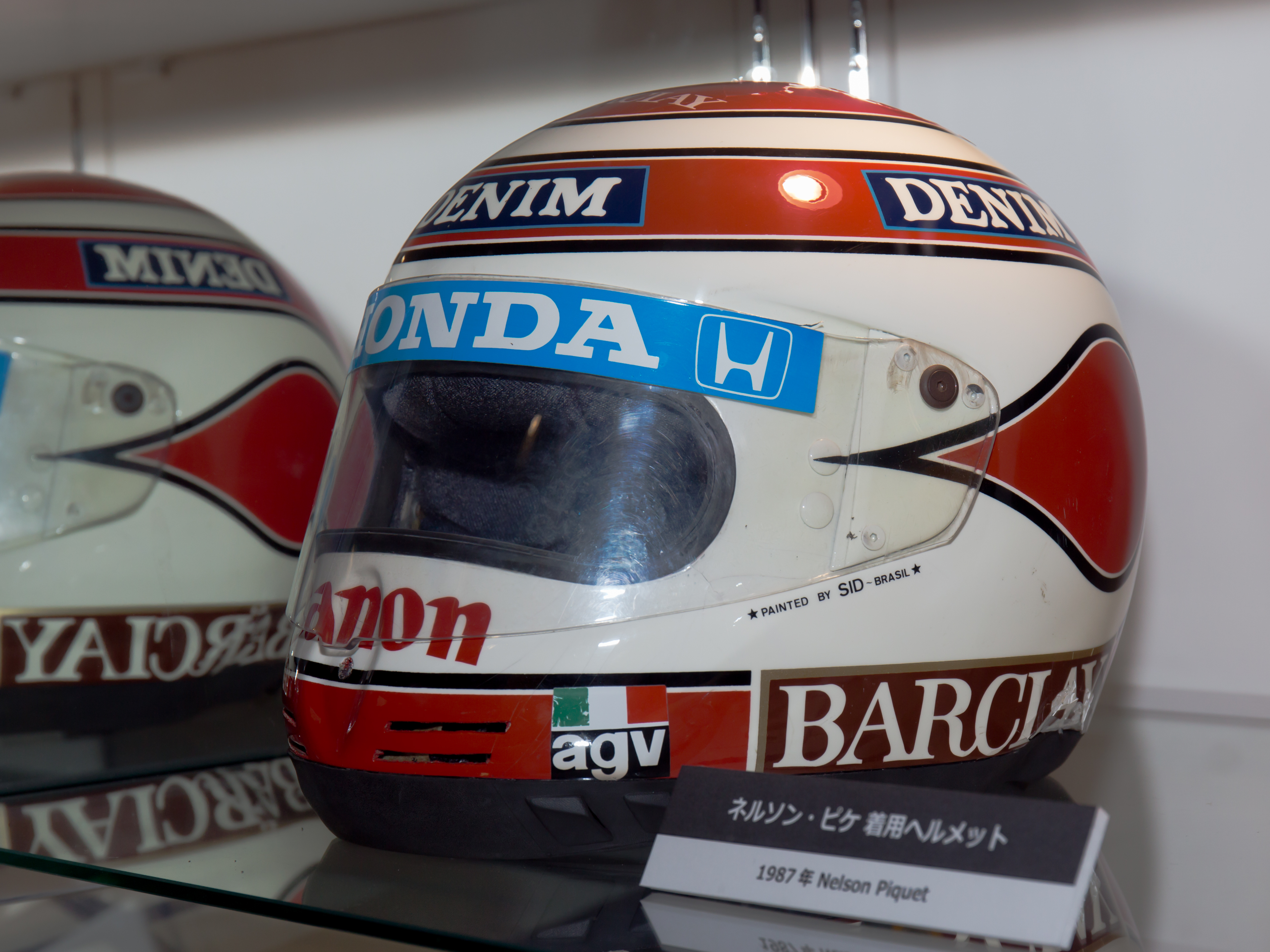
Le casque intégral de Nelson Piquet dont le design est signé Sid Mosca.

Parallèlement à sa saison victorieuse de Formule 3, Piquet débute en Formule 1 à l'occasion du Grand Prix d'Allemagne sur une modeste Ensign, puis dispute trois courses sur une McLaren M23 de l'équipe dirigée par Bob Sparshoot. Malgré un matériel peu performant, il réalise des prestations qui lui permettent d'être remarqué par Bernie Ecclestone, le patron de l'écurie Brabham Racing Organisation. C'est donc en tant que pilote Brabham, avec Niki Lauda et John Watson comme équipiers, que Piquet boucle la saison 1978.
En 1979, la première saison complète de Piquet est une suite de désillusions, en raison du fiasco que représente cette année-là la Brabham-Alfa Romeo. Aux côtés de Niki Lauda (dont la manière de gérer la course inspirera durablement Piquet), il apprend patiemment les ficelles du métier. Lassé par la compétition, Lauda prend sa première retraite fin 1979, ce qui fait de Piquet le nouveau leader de Brabham. Au volant d'une voiture enfin compétitive (Brabham a troqué le V12 Alfa Romeo pour un conventionnel V8 Cosworth), Piquet décroche ses premières victoires, et se bat pour le titre mondial avec Alan Jones, pilote Williams. Battu par l'Australien, il prend sa revanche l'année suivante en 1981 en s'imposant sur le fil face à l'Argentin Carlos Reutemann, l'autre pilote Williams, au terme d'un final à suspense dans les rues de Las Vegas.
En 1982, Piquet n'est pas en mesure de défendre son titre en raison de la mise au point laborieuse du moteur BMW turbo (auquel Piquet offre sa première victoire lors du Grand Prix du Canada). Mais dès 1983, il fait son retour au plus haut niveau, en décrochant un deuxième titre mondial à l'issue d'un duel de longue haleine avec Alain Prost. Piquet devient ainsi le premier pilote titré au volant d'une F1 équipée d'un moteur turbo. Ce titre est toutefois terni par des rumeurs disant que le carburant utilisé par l'écurie Brabham-BMW en fin de saison n'était probablement pas conforme au règlement en vigueur (on parlera notamment d'un taux d'octane trop élevé).
Les saisons 1984 et 1985 sont plus délicates pour Piquet, qui malgré trois nouvelles victoires souffre de la baisse de compétitivité du moteur BMW. À regret, il quitte Brabham, qu'il considérait comme une seconde famille, pour rejoindre l'écurie Williams-Honda, l'équipe en forme du moment : Ecclestone, patron de Brabham lui proposait un nouveau contrat de pilote équivalent à 1,5 million d'euros par an et 1 000 euros le point tandis que Williams offrait 3 millions pour la saison et 10 000 euros le point. Auréolé de son statut de double champion du monde, ce qui fait de lui le pilote le plus titré en activité, Piquet est pourtant bousculé en performances par son coéquipier Nigel Mansell, avec lequel il développe rapidement une profonde inimitié. En position de devenir champion du monde à quelques tours de la fin de l'ultime Grand Prix de la saison en Australie et à la suite du déchapage de Mansell, Piquet est contraint d'observer par sécurité un ultime arrêt aux stands, qui offre le titre mondial à Alain Prost.
Début 1987, Piquet est victime en début de saison d'un grave accident sur le tracé d'Imola (dans le même virage où Ayrton Senna trouvera la mort sept ans plus tard), qui lui laisse de profondes séquelles physiologiques pendant plusieurs mois (maux de tête, troubles du sommeil...). Bien que dominé en vitesse pure par Mansell, le Brésilien se montre cependant plus régulier que son équipier britannique. En tête du championnat depuis la mi-saison et sa victoire au Grand Prix d'Allemagne, il s'assure d'un troisième titre à l'occasion des qualifications du Grand Prix du Japon, avant-dernière manche de la saison, lorsque Nigel Mansell se brise une vertèbre contre un rail dans un ultime effort pour tenter de lui arracher la pole position.
Ses relations avec Williams et Mansell n'ayant eu de cesse de se détériorer, Piquet annonce dès le mois d'août 1987 son transfert chez Lotus pour la saison 1988, en remplacement d'Ayrton Senna. L'équipe Lotus est cependant en perte de vitesse et ne parvient pas à exploiter le moteur Honda, qui se montre pourtant très performant dans les McLaren. Régulièrement comparé à son compatriote Ayrton Senna, nouvelle idole du championnat, Piquet ne parvient pas à le faire oublier, à l'image de la domination moindre qu'il exerce sur son coéquipier Satoru Nakajima. Après une saison 1988 correcte puis une saison 1989 désastreuse avec le V8 Judd, ponctuée notamment d'une non-qualification au GP de Belgique, beaucoup s'interrogent sur sa motivation. Il se relance pourtant en 1990 en signant dans la jeune et dynamique écurie Benetton, dirigée par Flavio Briatore, lequel impose à Piquet une réduction drastique de son salaire, tout en le motivant par des primes à chaque point inscrit. Sur une Benetton B190 dessinée par Rory Byrne (et retouchée par John Barnard) se montrant agile mais sous-motorisée par rapport à certaines de ses concurrentes, Piquet retrouve toute sa verve et achève sa saison en apothéose en remportant les deux dernières manches du championnat, mettant ainsi fin à plus de trois années sans victoire. Le Brésilien termine troisième du championnat du monde.
Fort de cette belle fin de saison 1990, Piquet aborde le championnat 1991 avec de grandes ambitions, mais déchante rapidement, compte tenu du manque de compétitivité et de fiabilité de la Benetton B191 équipée de pneus Pirelli. Au Grand Prix du Canada, profitant d'une mésaventure restée fameuse survenue à son vieux rival Nigel Mansell en panne à moins d'un kilomètre de l'arrivée (l'Anglais aurait calé en ralentissant excessivement pour saluer le public, version niée par l'équipe Williams), il signe l'ultime victoire de sa carrière. Malgré ce succès chanceux, il ne tarde pas à se laisser gagner par la démotivation. L'arrivée du jeune Michael Schumacher à ses côtés en remplacement de Roberto Moreno à partir du Grand Prix d'Italie scelle définitivement son sort. Sans offre sérieuse pour la saison suivante (Piquet aurait contacté l'écurie Ligier, mais le salaire qu'il demandait était beaucoup trop élevé pour l'équipe française), il est contraint de mettre un terme à sa carrière en Formule 1.

### L'après F1
Dès 1992, à 40 ans, Piquet se lance dans un nouvel objectif et décide de s'attaquer aux 500 Miles d'Indianapolis au sein de l'écurie du mécène John Menard sur une Lola-Buick. Mais alors que des rumeurs font état d'un possible retour en F1, Piquet se blesse grièvement lors des essais de la prestigieuse épreuve américaine sur l'Indianapolis Motor Speedway. Les jambes broyées, passant près de l'amputation, Piquet semble perdu pour le sport automobile, mais à l'issue d'une douloureuse convalescence, et pour prouver à tous qu'affronter un mur sur un ovale à 360 km/h ne lui fait pas peur, il fait son retour un an plus tard, aux 500 miles d'Indianapolis 1993 (participation qui se solde par un abandon précoce sur casse moteur).
Depuis, Piquet a continué à courir, de manière épisodique. Historiquement lié à BMW depuis son titre de 1983, il participe à plusieurs épreuves de Tourisme au volant de BMW au milieu des années 1990, ainsi que de Grand-Tourisme avec la McLaren-BMW. On l'a ainsi vu à deux reprises aux 24 Heures du Mans (en 1996 et 1997). Pour le plaisir, il a également participé à quelques épreuves de karting ainsi que de Formule 3 (au Brésil et en Italie).
Nelson Piquet a également monté sa propre structure de course. Déjà, en 1992, il avait créé une éphémère écurie de Formule 3000 pour faire courir son protégé Olivier Beretta. Il renouvelle l'expérience au début des années 2000 pour faciliter l'éclosion au plus haut niveau de son fils Nelson (dit Nelsinho) en Formule 3 brésilienne, Formule 3 britannique et GP2 Series. Celui-ci accède à son tour à la catégorie reine en 2007 avec Renault en qualité de pilote essayeur puis est titularisé en 2008 par Renault F1 Team avant d'être renvoyé au cours de la saison 2009.
Début 2006, Piquet participe victorieusement à l'épreuve GT des Mille Miles d'Interlagos au volant d'une Aston Martin partagée avec Christophe Bouchut, Hélio Castroneves et son fils Nelsinho. De son propre aveu il devrait s'agir de sa dernière course officielle, mais il fit exception en 2010.
En 2007, le triple champion du monde de Formule 1 reprend des cours de conduite pour repasser son permis de conduire, qu'il a perdu à cause d'infractions répétées au code de la route, sa première tentative a échoué.

### Victoires en championnat du monde de Formule 1
| No | Année | Manche | Date              | Grand Prix       | Circuit         | Position de départ | Écurie                 | Voiture             |
| -- | ----- | ------ | ----------------- | ---------------- | --------------- | ------------------ | ---------------------- | ------------------- |
| 1  | 1980  | 04/14  | 8 avril 1980      | États-Unis Ouest | Long-Beach      | Pole position      | Brabham                | BT49-Ford-Cosworth  |
| 2  | 1980  | 11/14  | 31 août 1980      | Pays-Bas         | Zandvoort       | 5e                 | Brabham                | BT49-Ford-Cosworth  |
| 3  | 1980  | 12/14  | 14 septembre 1980 | Italie           | Imola           | 5e                 | Brabham                | BT49-Ford-Cosworth  |
| 4  | 1981  | 03/15  | 12 avril 1981     | Argentine        | Buenos Aires    | Pole position      | Brabham                | BT49C-Ford-Cosworth |
| 5  | 1981  | 04/15  | 3 mai 1981        | Saint-Marin      | Imola           | 5e                 | Brabham                | BT49C-Ford-Cosworth |
| 6  | 1981  | 10/15  | 2 août 1981       | Allemagne        | Hockenheim      | 6e                 | Brabham                | BT49C-Ford-Cosworth |
| 7  | 1982  | 08/16  | 13 juin 1982      | Canada           | Montréal        | 4e                 | Brabham                | BT50-BMW            |
| 8  | 1983  | 01/15  | 13 mars 1983      | Brésil           | Rio Jacarepaguá | 4e                 | Brabham                | BT52-BMW            |
| 9  | 1983  | 13/15  | 11 septembre 1983 | Italie           | Monza           | 4e                 | Brabham                | BT52B-BMW           |
| 10 | 1983  | 14/15  | 25 septembre 1983 | Europe           | Brands Hatch    | 4e                 | Brabham                | BT52B-BMW           |
| 11 | 1984  | 07/16  | 17 juin 1984      | Canada           | Montréal        | Pole position      | Brabham                | BT53-BMW            |
| 12 | 1984  | 08/16  | 24 juin 1984      | Détroit          | Détroit         | Pole position      | Brabham                | BT53-BMW            |
| 13 | 1985  | 07/16  | 7 juillet 1985    | France           | Le Castellet    | 5e                 | Brabham                | BT54-BMW            |
| 14 | 1986  | 01/16  | 23 mars 1986      | Brésil           | Rio Jacarepaguá | 2e                 | Williams-Honda         | FW11                |
| 15 | 1986  | 08/16  | 27 juillet 1986   | Allemagne        | Hockenheim      | 5e                 | Williams-Honda         | FW11                |
| 16 | 1986  | 09/16  | 10 août 1986      | Hongrie          | Hungaroring     | 2e                 | Williams-Honda         | FW11                |
| 17 | 1986  | 11/16  | 7 septembre 1986  | Italie           | Monza           | 6e                 | Williams-Honda         | FW11                |
| 18 | 1987  | 08/16  | 26 juillet 1987   | Allemagne        | Hockenheim      | 4e                 | Williams-Honda         | FW11B               |
| 19 | 1987  | 09/16  | 9 août 1987       | Hongrie          | Hungaroring     | 3e                 | Williams-Honda         | FW11B               |
| 20 | 1987  | 11/16  | 6 septembre 1987  | Italie           | Monza           | Pole position      | Williams-Honda         | FW11B               |
| 21 | 1990  | 15/16  | 21 octobre 1990   | Japon            | Suzuka          | 6e                 | Benetton-Ford          | B190                |
| 22 | 1990  | 16/16  | 4 novembre 1990   | Australie        | Adélaïde        | 7e                 | Benetton-Ford          | B190                |
| 23 | 1991  | 05/16  | 2 juin 1991       | Canada           | Montréal        | 8e                 | Benetton-Ford Cosworth | B191                |

## Carrière

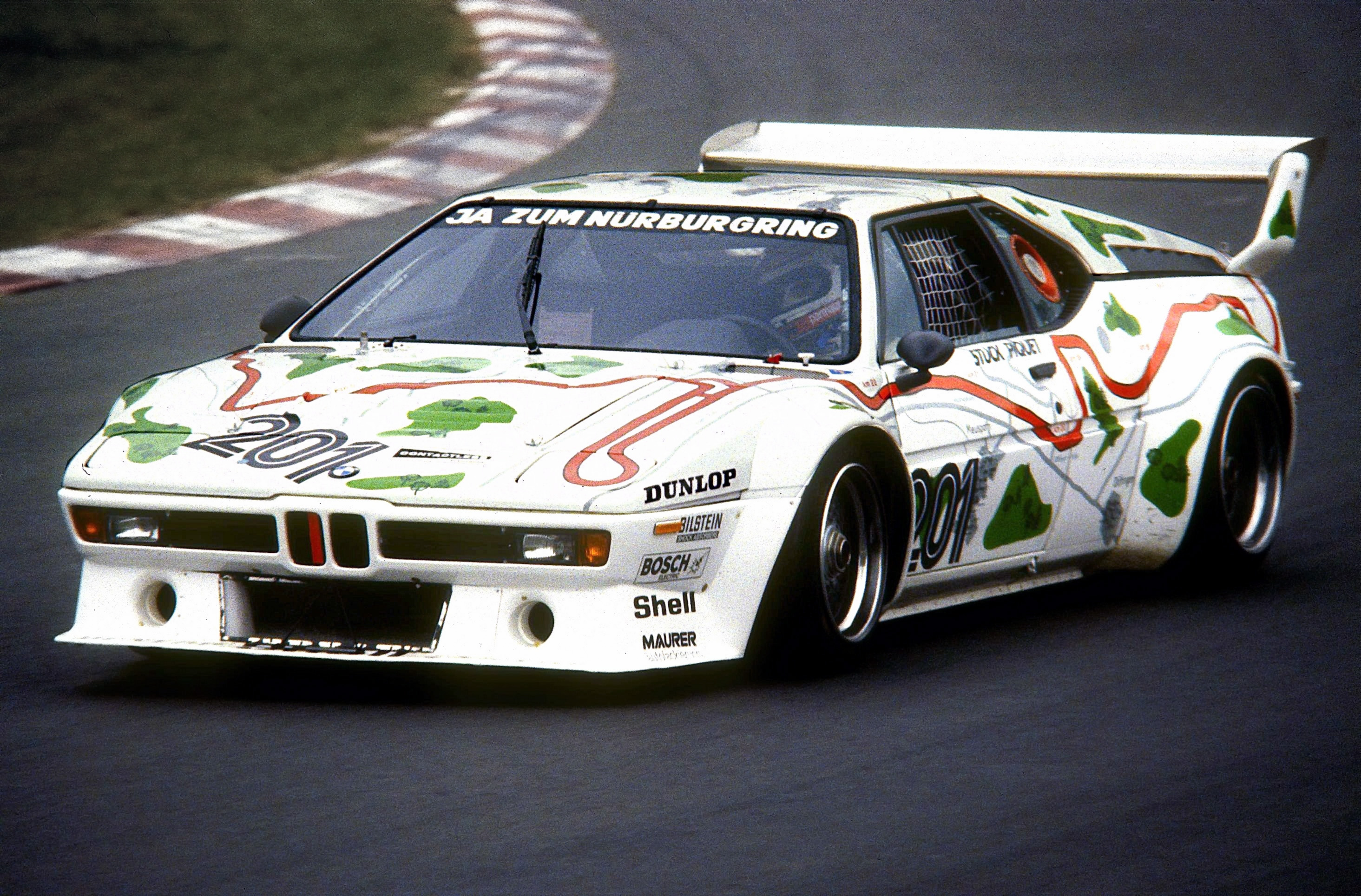
Nelson Piquet au volant d'une BMW M1 lors des 1 000 kilomètres du Nürburgring 1980 (3e).

- 1969 : Premières courses en karting
- 1976 : F.Vee (champion du Brésil)
- 1977 : Formule 3
- 1978 : 
  - Formule 3 (champion d'Angleterre BARC (en) BP Super Visco)
  - débuts en Formule 1 chez Ensign-Ford, puis GP sur une McLaren-Ford, et passage chez Brabham-Alfa Romeo.
- 1979 : F1 chez Brabham-Alfa Romeo (15e du championnat)
- 1980 : 
  - F1 chez Brabham-Ford (2e du championnat, 3 victoires)
  - Vainqueur du championnat BMW M1 Procar
- 1981 : F1 chez Brabham-Ford (champion, 3 victoires)
- 1982 : F1 chez Brabham-Ford puis Brabham-BMW (11e du championnat, 1 victoire)
- 1983 : F1 chez Brabham-BMW (champion, 3 victoires)
- 1984 : F1 chez Brabham-BMW (5e du championnat, 2 victoires)
- 1985 : F1 chez Brabham-BMW (8e du championnat, 1 victoire)
- 1986 : F1 chez Williams-Honda (3e du championnat, 4 victoires)
- 1987 : F1 chez Williams-Honda (champion, 3 victoires)
- 1988 : F1 chez Lotus-Honda (6e du championnat)
- 1989 : F1 chez Lotus-Judd (8e du championnat)
- 1990 : F1 chez Benetton-Ford (3e du championnat, 2 victoires)
- 1991 : F1 chez Benetton-Ford (6e du championnat, 1 victoire)
- 1992 : Participation aux 500 miles d'Indianapolis sur Lola-Buick : non-qualifié, forfait à la suite d'un accident grave aux essais
- 1993 : Participation aux 500 miles d'Indianapolis sur Lola-Menard (en) : abandon, (classé 32e)
- 24 Heures du Mans 1996 sur McLarenF1-BMW : avec Johnny Cecotto/Danny Sullivan (8e)
- 24 Heures du Mans 1997 sur McLarenF1-BMW : avec JJ Letho/Steve Soper (abandon)
- 2010 : dernière course officielle, en International GT Open à Barcelone, sur Ferrari F430 GT2 Aurora Energy Drink (avec Álvaro Parente, vainqueurs de la première des deux manches)

## Victoires en British Formula 3
(BARC BP Super Visco, et BRDC Vandervell)
- 1978 (11) : Silverstone 1, Donington Park, Mallory Park, Oulton Park, Thruxton 3, Brands Hatch 2, Cadwell Park, Paul Ricard, Silverstone 3, Silverstone 5, et Silverstone 6 (sur Ralt RT1-Toyota Novamotor)[2]

## Victoires en Championnat BMW M1 Procar
(avec BMW Motorsport)
- 1979 : Donington et Dijon
- 1980 : Zeltweg, Zandvoort et Imola

## Résultats en endurance
- 1 000 kilomètres du Nürburgring en 1981, avec Hans-Joachim Stuck sur BMW M1 pour le GS Tuning
- 1 000 miles d'Interlagos (Mil Milhas Brasileiras) en 1997 avec Johnny Cecotto et Soper sur McLaren F1 GTR pour le Bigazzi Team SRL, et 2006 avec Piquet Jr., Bouchut et Neves sur Aston Martin DBR9 pour le Cirtek Motorsport
  - 2e des 24 Heures de Spa en 1995 avec Marc Duez et Roberto Ravaglia, et 1997 avec Manfred Winkelhock et Cecotto, deux fois sur BMW 320i (4e en 1994)
  - 3e des 1 000 kilomètres du Nürburgring en 1980, avec Stuck sur BMW M1
  - 24 Heures du Mans :

| Année | Voiture            | Équipe                     | Équipiers                       | Résultat |
| ----- | ------------------ | -------------------------- | ------------------------------- | -------- |
| 1996  | McLaren F1 GTR-BMW | BMW Motorsport / Bigazzi   | Johnny Cecotto / Danny Sullivan | 8e       |
| 1997  | McLaren F1 GTR-BMW | BMW Motorsport / Schnitzer | JJ Lehto / Steve Soper          | Abandon  |

## Résultats aux500 milesd'Indianapolis
| Année | Voiture     | Équipe      | Qualification | Résultat      |
| ----- | ----------- | ----------- | ------------- | ------------- |
| 1992  | Lola-Buick  | Team Menard | Forfait       |               |
| 1993  | Lola-Menard | Team Menard | 13e           | 32e (abandon) |

## Autres victoires
- 1996: 2 Heures de Curitiba et 2 Heures de Brasília (à Jacarepaguá), sur McLaren F1 GTR

## Vie privée
Nelson Piquet a eu sept enfants de quatre femmes différentes :
- Geraldo, né en 1977 de Maria Clara, devenu pilote de course
- Nelson Jr, dit Nelsinho, né en 1985 de Sylvia Tamsma, une mannequin néerlandaise, devenu pilote de course en F1
- Laszlo, né en 1987 de Catherine Valentin
- Kelly, née en 1988 de Sylvia Tamsma
- Julia, née en 1992 de Sylvia Tamsma
- Pedro, né en 1998 de Viviane de Souza Leão, devenu pilote de course en F2
- Marco, né en 2000 de Viviane de Souza Leão

## Polémiques

### Propos racistes à l'encontre de Lewis Hamilton
Le 27 juin 2022, Nelson Piquet fait l'objet d'une polémique liée à un entretien datant de novembre 2021, dans lequel il tient des propos racistes envers Lewis Hamilton. Le lendemain, le champion britannique condamne l'attitude du pilote brésilien. La Formule 1, la FIA et Mercedes Grand Prix se saisissent de l'affaire et condamnent les propos du triple champion du monde. Le British Racing Drivers' Club suspend pour sa part la qualité de membre honoraire du Brésilien. Piquet présente des excuses publiques mais nie les accusations de racisme. Deux jours plus tard, Nelson Piquet est interdit d'accès au paddock de la Formule 1. Plusieurs associations de défense des droits de l'homme portent l'affaire devant les tribunaux brésiliens, réclamant à Piquet dix millions de reals au titre de préjudice moral. Fin mars 2023, le tribunal civil de Brasilia condamne Piquet à verser la moitié de la somme demandée. Dans sa décision, le juge déclare que le montant de l'amende représente « non seulement le caractère réparateur de la responsabilité civile, mais aussi, et peut-être surtout, le caractère punitif, précisément pour que, en tant que société, nous puissions un jour nous débarrasser de ces actes pernicieux que sont le racisme et l'homophobie. »
En octobre 2023, un tribunal brésilien annule l'amende de 900 000 euros infligée à Nelson Piquet pour ses commentaires visant Lewis Hamilton. Le juge Aiston Henrique de Sousa déclare : « Il n'y a pas de manifestation de discours de haine. L'utilisation de termes issus du langage familier, même s'ils sont criblés d'inspiration raciste subtile ou involontaire, même si elle est inappropriée, n'a pas une gravité et une pertinence suffisantes pour caractériser les dommages collectifs. Les commentaires auraient également pu faire l'objet d’une pratique sexuelle entre un homme et une femme, de sorte que l'apparition d'un discours de haine contre les homosexuels n’est pas systématique. » Les groupes de défense des minorités qui ont poursuivi Piquet, dont Educafro, souhaitent désormais porter l'affaire devant la Cour suprême et déclarent : « Nous ne sommes pas surpris par la décision car, malheureusement, les préjugés et la discrimination prévalent dans les institutions brésiliennes. »

### Non-reconnaissance des résultats de l'élection présidentielle brésilienne de 2022
À la suite de l'élection présidentielle brésilienne de 2022 au cours de laquelle le président sortant Jair Bolsonaro a été battu par Luiz Inácio Lula da Silva, les manifestations se multiplient et plusieurs troubles de l'ordre public éclatent. Les préparatifs du Grand Prix de São Paulo 2022 sont notamment perturbés par des milliers de manifestants pro-Bolsonaro déçus des résultats. Plus de deux cents barrages routiers perturbent l'économie du pays, notamment via le blocus des routes entourant l'aéroport international de São Paulo/Campinas où arrive le fret de la Formule 1. La situation s'améliore lorsque Bolsonaro reconnaît sa défaite dans un discours où il appelle les manifestants à cesser d'« entraver le droit d’aller et venir ». Le ministère des infrastructures déclare veiller à ce que la libre circulation « reprenne dès que possible »,. Alors que la société civile reste très divisée, Nelson Piquet, supporter de Bolsonaro, déclare dans une vidéo « Virons ce fils de pute de Lula ! » puis « Lula, là-bas, dans le cimetière. » La justice s'empare dès lors de l'affaire, le parquet fédéral lançant une enquête pour incitation à la violence, estimant que les propos de Nelson Piquet « stimulent le renversement du gouvernement élu ainsi que la pratique de la violence contre Lula da Silva » ; il annonce : « Les déclarations de Piquet ne se limitent pas à de simples expressions d'opinion mais constituent une forme concrète d'incitation dirigée contre la population. C'est une personne qui a une notoriété publique et il devrait donc savoir que ses déclarations peuvent potentiellement toucher des milliers de personnes,. »